# COVERS 〜FOR TIMES〜
『COVERS 〜FOR TIMES〜』（カヴァーズ〜フォー・タイムズ〜）は、崎谷健次郎の通算2枚目のカバー・アルバム。2011年7月24日に発売。

## 解説

### 作品構成
- 本作は、崎谷健次郎プロデュースによる洋楽作品のカバー・アルバムで、KATSUMIをゲスト歌手に迎えている。
- JUST THE WAY YOU ARE
アメリカのロック歌手・ビリー・ジョエルの1977年発売のシングル表題曲。邦題「素顔のままで」。本作ではKATSUMIが歌唱している。
- YOUR SONG
イギリスのポップス歌手・エルトン・ジョンの1970年発売のアルバム表題曲。邦題「僕の歌は君の歌」。本作では崎谷が歌唱している。
- SHE
フランスのシンガーソングライター・シャルル・アズナヴールの1974年のイギリステレビドラマ主題歌。邦題「忘れじのおもかげ」。本作ではKATSUMIが歌唱している。
- IN MY LIFE
イギリスのロック・バンド、ビートルズの1965年発売のアルバム『ラバー・ソウル』収録曲。本作では崎谷が歌唱している[2]。
- すべて、ひとつの愛にmusic box ver.
崎谷健次郎22nd.シングルのミュージック・ボックス・バージョン。オルゴール編曲のインストゥルメンタル。

### 補足事項
- 制作・発売元はIMPRESSIONである。
- 2011年7月24日、10月15日開催のコンサート会場（東京・南青山マンダラ、大阪・ビルボードライブ大阪）限定盤。当初、東京公演のみで完売したものの、大阪公演の追加により増産した[3]。
- 編曲は原曲を生かして崎谷が補編曲している。
- コンピューター・プログラミングは、崎谷健次郎。
- ギターは、KATSUMI。
- 歌・コーラスは、崎谷健次郎、KATSUMI。
- CDジャケットは、淡く滲ませた虹色を基調に画面左端に左手で頬杖をついている崎谷と画面右端にKATSUMIが右上方を眺めるように対面している[4]。
- メイク・フォトグラフは、河内正純。デザインは、神戸菜美子が担当している。

## 収録曲
全編曲：崎谷健次郎
1. JUST THE WAY YOU ARE / KATSUMI
作詞・作曲：Billy Joel
2. YOUR SONG / 崎谷健次郎
作詞：Bernie Taupin,作曲：Elton John
3. SHE / KATSUMI
作詞・作曲：Charles Aznavour,Hervert Kretz
4. IN MY LIFE / 崎谷健次郎  
作詞・作曲：John Lennon,Paul McCartney
5. すべて、ひとつの愛に music box ver.
作詞：松井五郎,作曲：崎谷健次郎